# Инебахтски санджак
Инебахти (на турски: İnebahtı/Aynabahtı) османски санджак/лива обхващаща централните части на Континентална Гърция. Името произлиза от османското название на Навпакт, по-известен с италианското си име Лепанто. 
Санджакът е създаден през 1499 г., когато османците завладяват Лепанто, който бил владение на Венецианската република от 1407 г. До 1499 г. по-голямата част от територията влязла в санджака била под османска власт и по-специално Кравара. Първоначално санджакът е част от Румелийския еялет, но след 1533 г. влиза в новия еялет на Архипелага. 
Според Хаджи Калфа през XVII век санджакът обхваща шест каази: самата Инебахти (Навпакт); Кравара; Абукор (Апокуро), Олендирек/Олундурук (Лидорики) , Гьолхисар (Лимнохори) и Кербенеш (Карпениси). 